# Humphrey Appleby
Pour les articles homonymes, voir Appleby.
Sir Humphrey Appleby est un personnage de fiction dans la série télévisée britannique Yes Minister et Yes Prime Minister interprétée par l'acteur britannique Sir Nigel Hawthorne. Dans la série Yes Minister Sir Humphrey Appleby est secrétaire permanent du ministère des affaires administratives (un département fictif du gouvernement du Royaume-Uni). Dans le dernier épisode de la série Yes Minister (Party Games) il devient secrétaire du gouvernement, qui est une fonction qu'il conserve dans la série subséquente – Yes Prime Minister. Sir Nigel Hawthorne qui joue le personnage de Sir Humphrey Appleby a remporté quatre fois (en 1981, 1982, 1986 et 1987) le prix BAFTA (British Academy Film Awards) dans la catégorie des Best Light Entertainment Performance.